# Рейнутрия
Рейнутрия (лат. Reynoutria) — род травянистых растений семейства Гречишные (Polygonaceae).
Род назван в честь фламандского естествоиспытателя XVI века Карела ван Синт-Омарса, известного также как сеньор де Рейнутр (фр. de Reynoutre).

## Ботаническое описание
Многолетние двудомные травянистые растения. Корневища утолщенные. Стебли прямостоячие, толстые, полые. Листья простые, очерёдные, черешковые, яйцевидные или яйцевидно-эллиптические, край цельный; раструб косой.
Соцветие пазушное, метельчатое. Внецветковые нектарники присутствуют. Цветки однополые. Околоцветник пятичленный; 3 наружных листочка околоцветника у женских цветков сросшиеся и крылатые. Тычинок 8. Пестиков 3; рыльца треугольные, бахромчатые. Семянки яйцевидные, трёхгранные, с острыми краями.

## Виды
Род включает 6 видов:
- Reynoutria × bohemica Chrtek & Chrtková — Рейнутрия богемская [Reynoutria japonica × Reynoutria sachalinensis]
- Reynoutria ciliinervis (Nakai) Moldenke
- Reynoutria forbesii (Hance) T.Yamaz.
- Reynoutria japonica Houtt. typus — Рейнутрия японская
- Reynoutria multiflora (Thunb.) Moldenke — Рейнутрия многоцветковая
- Reynoutria sachalinensis (F.Schmidt) Nakai — Рейнутрия сахалинская